# ARIA (algorithme)
Meilleure cryptanalyse
ARIA est un algorithme de chiffrement par bloc développé par des cryptographes sud-coréens en 2003. Il a été choisi comme standard cryptographique par l'Agence coréenne pour la technologie et les standards en 2004. Il est très utilisé en Corée, en particulier pour les services gouvernementaux à destination du public.